# Wolfgang Florey
Wolfgang Florey (* 18. März 1945 in Salzburg) ist ein österreichischer Komponist.

## Leben
Wolfgang Florey studierte Violoncello am Salzburger Mozarteum, der Wiener Musikakademie und der Hamburger Musikhochschule. 1961 initiierte er eine kirchenmusikalische Konzertreihe in Salzburg, die er bis 1965 leitete. Schwerpunkt der Reihe war die Auseinandersetzung mit dem Werk Johann Sebastian Bachs und Werken der Zeitgenössischen Musik.
Mit den Komponisten Jens-Peter Ostendorf und Thomas Jahn und anderen gründete Florey 1968 die Gruppe Hinz & Kunst, die sich mit Formen freier Improvisation beschäftigte. Außerdem setzte Hinz & Kunst sich mit dem kollektiven Komponieren auseinander. Ziel war es, als Instrumentalensemble neue Vermittlungsformen von Musik zu erproben und die Arbeitsteilung zwischen Komponist und Interpret aufzuheben. Das Ensemble gastierte auf zahlreichen Festivals.  Hans Werner Henze komponierte mehrere Werke für das Ensemble und lud es regelmäßig ins toskanische Montepulciano zum Aufbau seiner musikalischen Festivalreihe Cantiere Internazionale d’Arte ein.
1972 wurde Florey zum Sekretär des Projektbereichs Kultur im Verband Deutscher Studentenschaften gewählt. Nach seinem Studium erhielt er einen Lehrauftrag an der Hamburger Musikhochschule für die Fächer Violoncello, Methodik und Didaktik des Instrumentalunterrichts.
Ab 1980 arbeitete Florey für das Wiener Theater Gruppe 80. Er wurde 1983 musikalischer Leiter des neu gegründeten Ensembles der Ruhrfestspiele Recklinghausen, dem er bis 1991 verbunden blieb.
Insgesamt schrieb er etwa 80 Bühnenmusiken für die deutschsprachige Bühnen und Musik für mehr als 40 Hörspielproduktionen. Daneben entstanden eine Reihe von Liedern, Kammermusiken, Orchesterwerken und Werken für das Musiktheater.

## Auszeichnungen
- 1976: Deutscher Schallplattenpreis der Deutschen Phono-Akademie: Auszeichnung für Hinz & Kunst als „Künstler des Jahres“
- 1977: Internationales Komponistenseminar Boswil: Preis der Jury[4]

## Diskografie und Veröffentlichungen
Hörspiele
- Thea Dorn: Marleni. Regie: Jörg Jannings. Lido 2002 - der Hörbuchverlag von Eichborn
- Georg Büchner: Dantons Tod. Regie: Norbert Schäffer. preiser records, 2003
- Eric-Emmanuel Schmitt: Der Freigeist. Regie: Jörg Jannings. Der Audio Verlag, 2000
- A. Vigoleis Thelen: Die Insel des zweiten Gesichts. Regie: Norbert Schäffer. Ullstein Heine List, 2003
- Eric-Emmanuel Schmitt: Milarepa. Audio Verlag, 2004, ISBN 3-89813-562-4
- Merlin Holland: Oscar Wilde im Kreuzverhör. Regie: Norbert Schäffer. NDR/SWR/2004 Random House Audio, ISBN 3-89830-930-4
- Marlene Dietrich: Nachtgedanken. Regie: Jörg Jannings. NDR / Random House Audio, 2006, GEMA/BIEM 978-3-86604-506-4

Kammermusik
- Sonata for Unaccompanied Violoncello (1997), Susan Salm, Violoncello. auf: Mutations and other Fairytales Société nouvelle d’enregistrement - SNE - 637 Canada

Orchesterwerke
- At the edge of the world nach einer Dichtung von Jeremy Adler für Mezzosopran, Knabenstimmen und großes sinfonisches Blasorchester. Ute Döring, Mezzosopran; Orchesterverein Hilgen 1912 e. V. Dirigent: Reinmar Neuner, Konzertmitschnitt vom 8. Dezember 2002 aus dem Dom zu Altenberg, CD im Eigenverlag des Orchestervereins Hilgen

Schriften
- Angela oder das schulpraktische Musizieren. In: Hans-Klaus Jungheinrich und Luca Lombardi (hrsg.): Musik im Übergang - Von der bürgerlichen zur sozialistischen Musikkultur. Damnitz Verlag, München 1977
- Was und für wen komponieren sie?. Neue Musik bei den Ruhrfestspielen, ein Gespräch mit Wolfgang Florey (1984). In: Hans Brender: Der Mensch will fliegen. Einsprüche zu Politik und Kultur der Bundesrepublik. Pahl-Rugenstein
- Friedrich Danielis: Augenspiegelblick von Wolfgang Florey. Ein Künstlerbuch – Bilder nach Noten. Wien/Venedig 2008
- Wolfgang Florey: Musik als Sprache der Seele. In: Stimmen für Hans Werner Henze - Die 22 Lieder aus Voices. Herausgegeben von Peter Petersen, Hanns-Werner Heister und Hartmut Lück. Schott Musik International, Mainz 1996, ISBN 3-7957-0328-X.